# The Snoopy Show
The Snoopy Show (Brasil: Snoopy e Sua Turma / Portugal: O Mundo do Snoopy) é uma série de televisão canadense-americana com streaming de animação em flash inspirada nos quadrinhos Peanuts, de Charles M. Schulz. Produzido pela DHX Media, o programa será lançado em 5 de fevereiro de 2021 na Apple TV+.

## Elenco
- Terry McGurrin como Snoopy
- Robert Tinkler como Woodstock
- Ethan Pugiotto como Charlie Brown
- Hattie Kragten como Sally Brown
- Christian Dal Dosso como Franklin
- Isabella Leo como Lucy van Pelt
- Wyatt White como Linus van Pelt
- Holly Gorski como Marcie
- Isis Moore como Patty Pimentinha
- Milo Toriel-McGibbon como Rerun van Pelt